# Ahmed Abdallah
Ahmed Abdallah Abderemane (arab. أحمد عبد الله عبد الرحمن, Ahmad Abd Allah Abd ar-Rahman; ur. 12 czerwca 1919 w Domoni, zm. 26 listopada 1989 w Moroni) – polityk komoryjski, członek francuskiego Senatu od 26 kwietnia 1959 do 9 stycznia 1973 i prezydent Komorów od 6 lipca 1975 do 3 sierpnia 1975 oraz od 25 października 1978 do swojej śmierci.

## Życiorys

### Pierwsza prezydentura
W 1972 roku został przewodniczącym Rady Rządowej Komorów i pełnił tę funkcję do 6 lipca 1975, kiedy wyspy stały się niezależne od Francji (z wyjątkiem Majotty, która głosowała za pozostaniem we Francji). Wybrany na pierwszego prezydenta niezależnych wysp, ale 3 sierpnia 1975 w wyniku zamachu stanu został obalony przez Saida Mohameda Jaffara. Z kolei Jaffar został obalony przez Ali Soiliha w 1976 roku. Abdallah udał się na emigrację do Francji.

### Druga prezydentura
Mieszkający w Paryżu Abdallah był nominalnym przywódcą zaaranżowanego zamachu stanu dokonanego 13 maja 1978 przez najemnika Boba Denarda. Po tym, jak Said Atthoumani przez dziesięć dni pełnił funkcję „przewodniczącego Dyrekcji Polityczno-Wojskowej”, Abdallah i Mohamed Ahmed przyjęli tytuły „Współprzewodniczących Dyrekcji Polityczno-Wojskowej”. 22 lipca ich tytuły zostały zmienione na „Współprzewodniczących Dyrekcji”, a 3 października Abdallah został jedynym przewodniczącym. W rzeczywistości był marionetkowym przywódcą bez uprawnień do podejmowania własnych decyzji, a prawdziwym władcą Komorów był Denard, który służył jako dowódca Gwardii Prezydenckiej.
25 października Abdallah przyjął tytuł prezydenta i pozostał na stanowisku aż do śmierci, pomimo trzech prób zamachu. W 1982 roku zlikwidował wszystkie partie, zamiast których utworzono Związek Komorów na rzecz Postępu (UCP). Komory stały się państwem jednopartyjnym, a reżim stał się dyktatorski, nadzorowany przez najemników kontrolujących i zapobiegających próbom zamachów. 30 września 1984 jako jedyny kandydat został ponownie wybrany na prezydenta, a 22 maja 1987 jego partia zdobyła wszystkie miejsca w Zgromadzeniu Federalnym. W tym czasie Denard przystąpił do plądrowania gospodarki Komorów, stając się największym pojedynczym właścicielem ziemskim. Przejął wszystkie najlepsze ziemie, które następnie przekształcił w luksusowe kurorty dla bogatych turystów z zachodu.
26 listopada 1989 Abdallah został zastrzelony w swoim gabinecie w Moroni. Na swoim procesie w 1999 roku w sprawie zabójstwa Abdallaha w Paryżu Denard twierdził, że Abdallah został zamordowany przez Abdallaha Jaffara podczas zamachu stanu prowadzonego przez przyrodniego brata Saida Mohameda Djohara. Z braku dowodów Denard został uniewinniony, a Djohar przejął kontrolę nad krajem.